# Грозный (волейбольный клуб)
«Грозный» — российский мужской волейбольный клуб из Грозного.

## История

### Предыстория
Первая волейбольная команда в Грозном была создана в 1926 году на базе клуба «Металлист». В нескольких послевоенных чемпионатах СССР от Грозного участвовали «Спартак», команда Нефтяного института и «Наука», а в 1947 году само первенство страны проходило в городском парке культуры и отдыха.
Начиная с 1961 года, грозненский «Спартак» провёл четыре сезона в сильнейшей союзной лиге — классе «А». Ставший его правопреемником «Автомобилист» выступал в 1970—1980-х годах в первой лиге и настойчиво стремился в высшую, четыре раза (в 1976, 1977, 1979 и 1983 годах) занимая 2-е место, которое, однако, не давало право на повышение в классе. В 1993 году «Автомобилист» стал 13-м во второй лиге чемпионата России и по причине накалившейся общественно-политической и военной обстановки в Чечне в полном составе переехал в Георгиевск. Эта команда, получившая название «Спартак» (впоследствии — «Кавказтрансгаз», «Газпром-Ставрополь», «Трансгаз-Ставрополь»), до 2020 года продолжала выступать в чемпионате России.

### 2006—2007: создание клуба
Днём основания волейбольного клуба «Грозный» считается 6 ноября 2006 года, когда Председатель правительства Чеченской Республики Рамзан Кадыров поставил резолюцию на письме Федерации волейбола республики в адрес Всероссийской федерации волейбола (ВФВ) с просьбой о содействии в создании профессионального волейбольного клуба.
В декабре 2006 года волейбольный клуб «Грозный» был зарегистрирован как юридическое лицо, избран попечительский совет и на встрече вице-президента клуба Саид-Али Аслаханова с президентом ВФВ Николаем Патрушевым в Москве обсуждена возможность участия команды в первой лиге чемпионата России. В марте 2007 года в Грозном состоялась встреча Рамзана Кадырова с Николаем Патрушевым и Станиславом Шевченко, на которой была достигнута договорённость о помощи клубу на начальном этапе его существования.
В заявку команды на чемпионат России-2007/08 были включены 15 игроков. В основной состав команды вошли игроки с опытом выступлений в первой и высшей лигах чемпионата России, среди которых Дмитрий Лавринов и Илья Сакеев из краснодарского ГУВД-«Динамо», Сергей Юсупов, Сергей Чумак и Иван Григорьян из владимирского СКАТа, Алексей Суров из георгиевского «Кавказтрансгаз-Спартака», Сергей Имашев из саратовского «Энергетика» и воспитанник кисловодского волейбола Сергей Таранов. Вместе с ними к играм в чемпионате подключались грозненские студенты, воспитанники спортклуба Чеченского государственного педагогического института. На должность главного тренера «Грозного» был приглашён Арсен Кириленко из владикавказского «Иристона», старшим тренером команды стал мастер спорта международного класса, один из лидеров сборной России 1990-х годов Сергей Орленко. Ареной для проведения домашних матчей выбран зал СДЮШОР «Старт» в Кисловодске.

### 2007—2012: путь в Суперлигу
В сентябре 2007 года «Грозный» дебютировал в первой лиге чемпионата России. На предварительном этапе команда не испытывала проблем, проиграв только один из 32 матчей. После двух туров финального этапа, сыгранных в Казани и Санкт-Петербурге, «Грозный» занимал 3-е место, однако, выиграв все матчи заключительного тура в Кисловодске, подопечные Арсена Кириленко заняли итоговое второе место, гарантировавшее выход в высшую лигу «Б».
Из первоначального состава в команде остались её капитан связующий Дмитрий Лавринов, блокирующий Илья Сакеев и либеро Сергей Таранов. В сезоне 2008/09 годов «Грозный», получивший усиление в лице Марата Джусоева, Андрея Асташенкова, Александра Ноздрачёва, Алексея Кошкина, занял 6-е место зоне Европы высшей лиги «Б», а в следующем чемпионате в убедительном стиле финишировал первым как на предварительном, так и в финальном этапе, одержав за сезон 51 победу при трёх поражениях. К успеху оказалась причастна большая группа игроков, перешедших в «Грозный» из команды «Динамо» (Ленинградская область) — Владимир Сухарев, Павел Гурченко, Владимир Иванов, Виктор Никоненко, а также ставший новым капитаном коллектива доигровщик Дмитрий Шуравин, связующий Сергей Антипкин и либеро Александр Щербатых.
Сохранив этот костяк, «Грозный» перед дебютом в высшей лиге «А» летом 2010 года провёл точечную селекцию, пригласив в команду связующего Сергея Горбачёва («Нова»), нападающих Дениса Шипотько (МГТУ) и Вячеслава Кургузова («Кузбасс»), блокирующего Алексея Сычёва («Динамо»-2). В сезоне-2010/11 команда финишировала в высшей лиге «А» на четвёртом месте.
Перед стартом следующего сезона команду покинули Владимир Сухарев, Павел Гурченко, Андрей Асташенков, Сергей Горбачёв, а из новичков закрепиться в основном составе удалось только блокирующему Евгению Мосолкину, ранее выступавшему в краснодарском «Динамо». Несмотря на кадровые проблемы, нестабильное финансовое положение и отсутствие возможности играть при своих болельщиках, «Грозный» в 2012 году сумел завоевать путёвку в Суперлигу. Став второй в первенстве высшей лиги «А», команда приняла участие в стыковых матчах в Москве с занявшим предпоследнее место в Суперлиге «Локомотивом-Изумрудом». Первая встреча серии до двух побед завершилась со счётом 3:2 в пользу грозненцев, о накале борьбы в ней свидетельствует результат пятой партии — 25:23. Во втором поединке «Грозный» также оказался сильнее — 3:1.

### 2012—2015: в Суперлиге
Летом 2012 года перед первым сезоном в Суперлиге из «Грозного» ушли пятеро ведущих игроков (Вячеслав Кургузов, Владимир Иванов, Виктор Никоненко, Алексей Сычёв, Александр Щербатых) и были приглашены в команду блокирующие Артём Тохташ из МГТУ и Илья Андрианов из «Енисея», диагональный Сергей Рыков и либеро Дмитрий Ковыряев из «Тюмени», а также известный по выступлениям в пляжном волейболе Дмитрий Барсук. По итогам предварительного этапа «Грозный» занял предпоследнее место в своей группе и стал участником плей-аута, незадолго до начала которого к команде присоединился первый в её истории легионер — американец Джеффри Птак, заменивший травмированного Рыкова. В турнире за право остаться в Суперлиге «Грозный» выступил успешно, пропустив вперёд себя в турнирной таблице только московское и краснодарское «Динамо». Связующий Сергей Антипкин, выполнявший в сезоне-2012/13 функции капитана «Грозного», в июне 2013 года дебютировал в сборной России, а в июле вместе с одноклубником Денисом Шипотько в составе студенческой российской команды стал победителем Универсиады в Казани.
Новое межсезонье, 2013 года, было связано для «Грозного» с переездом из Кисловодска в пригород Серпухова, и, в очередной раз, — со строительством по сути новой команды, поскольку все игроки, за исключением воспитанника чеченского волейбола Исы Арсабиева, получили более выгодные предложения от других клубов. По словам главного тренера «Грозного» Арсена Кириленко в этих условиях важную роль сыграло возвращение ранее выступавших за команду Виктора Никоненко и Павла Гурченко, ставших путеводителями для новичков, некоторые из которых ещё в прошлом сезоне играли в высшей лиге «Б». Сыгравшись в новом варианте состава, «Грозный» во второй половине сезона заставил считаться с собой все команды элитного дивизиона и до последнего тура регулярного чемпионата сохранял шансы на выход в плей-офф. В итоге подопечные Кириленко заняли 11-е место, не давшее право сыграть в серии за выход в «Финал шести», но позволившее миновать нервный переходный турнир.
Летом 2014 года сразу четверо игроков «Грозного» (Антон Ботин, Игорь Олейников, Илья Пархомчук и Максим Пурин) отправились в «Динамо-ЛО», ушли из команды её основной в прошлом сезоне связующий Сергей Андриевский и либеро Никита Ерёмин. Усилий оставшихся в «Грозном» капитана Виктора Никоненко, одного из самых результативных диагональных чемпионата России Романаса Шкулявичуса и ряда новичков, перешедших из клубов высшей лиги «А», оказалось недостаточно для сохранения прописки в элитном дивизионе. В регулярном чемпионате 2014/15 годов подопечные Арсена Кириленко одержали только две победы в 26 матчах и не смогли выправить своё турнирное положение в матчах плей-аут. Заняв последнее место, «Грозный» выбыл из Суперлиги.

### 2015 — 2023: в высшей лиге «А»
После вылета из Суперлиги команду покинули старший тренер Сергей Орленко и большинство игроков, двое из которых — Романас Шкулявичус и Ярослав Подлесных — впоследствии дебютировали в сборной России. С октября 2015 года «Грозный» начал выступления в высшей лиге «А», проводя домашние матчи в своём городе. Лучшим результатом команды Арсена Кириленко стало 5-е место в 2016, 2019 и 2020 годах. В августе 2019 года доигровщик «Грозного» Омар Курбанов в составе юниорской сборной России выиграл серебро чемпионата мира в Тунисе.
В сентябре 2020 года «Грозный» стал обладателем Кубка 75-летия Победы — Кубка России среди команд высшей лиги «А».
В 2022 и 2023 годах грозненский клуб занимал последнее место в чемпионате высшей лиги «А» и впоследствии выбыл в высшую лигу «Б»

## Результаты выступлений

### Чемпионат России
| Сезон   | Лига                  | Место             | И  | В  | П  | С/П    |
| ------- | --------------------- | ----------------- | -- | -- | -- | ------ |
| 2007/08 | Первая лига (IV)      | 2-е               | 47 | 42 | 5  | 130:35 |
| 2008/09 | Высшая лига «Б» (III) | 6-е в зоне Европы | 44 | 25 | 19 | 91:71  |
| 2009/10 | Высшая лига «Б» (III) | 1-е               | 54 | 51 | 3  | 156:30 |
| 2010/11 | Высшая лига «А» (II)  | 4-е               | 44 | 26 | 18 | 92:49  |
| 2011/12 | Высшая лига «А» (II)  | 2-е               | 44 | 37 | 7  | 116:56 |
| 2012/13 | Суперлига (I)         | 11-е              | 32 | 10 | 22 | 43:76  |
| 2013/14 | Суперлига (I)         | 11-е              | 22 | 9  | 13 | 31:49  |
| 2014/15 | Суперлига (I)         | 14-е              | 36 | 5  | 31 | 30:96  |
| 2015/16 | Высшая лига «А» (II)  | 5-е               | 44 | 23 | 21 | 82:80  |
| 2016/17 | Высшая лига «А» (II)  | 10-е              | 44 | 13 | 31 | 59:105 |
| 2016/17 | Переходный турнир     | 2-е               | 6  | 4  | 2  | 14:7   |
| 2017/18 | Высшая лига «А» (II)  | 7-е               | 40 | 16 | 24 | 67:88  |
| 2018/19 | Высшая лига «А» (II)  | 5-е               | 48 | 23 | 25 | 96:93  |
| 2019/20 | Высшая лига «А» (II)  | 5-е               | 28 | 18 | 10 | 63:43  |
| 2020/21 | Высшая лига «А» (II)  | 11-е              | 24 | 9  | 15 | 38:51  |
| 2021/22 | Высшая лига «А» (II)  | 16-е              | 44 | 5  | 39 | 26:123 |
| 2022/23 | Высшая лига «А» (II)  | 16-е              | 44 | 11 | 33 | 56:114 |

### Кубок России
| Сезон | Место                      | И  | В | П | С/П   |
| ----- | -------------------------- | -- | - | - | ----- |
| 2010  | 6-е в зональном турнире    | 10 | 3 | 7 | 13:26 |
| 2011  | 5-е в зональном турнире    | 8  | 1 | 7 | 9:23  |
| 2012  | 3-е в полуфинальной группе | 11 | 6 | 5 | 18:21 |
| 2013  | 4-е в зональном турнире    | 8  | 3 | 5 | 13:19 |
| 2014  | 4-е в полуфинальной группе | 11 | 6 | 5 | 20:20 |
| 2016  | 4-е в зональном турнире    | 8  | 2 | 6 | 7:20  |
| 2017  | 4-е в зональном турнире    | 6  | 0 | 6 | 1:18  |
| 2018  | 5-е в зональном турнире    | 8  | 2 | 6 | 7:21  |
| 2019  | 4-е в зональном турнире    | 10 | 4 | 6 | 15:22 |

### Кубок высшей лиги «А»
| Сезон | Место | И | В | П | С/П  |
| ----- | ----- | - | - | - | ---- |
| 2020  | 1-е   | 4 | 4 | 0 | 12:4 |
| 2021  | 8-е   | 5 | 1 | 4 | 4:14 |
| 2022  | 14-е  | 5 | 1 | 4 | 3:14 |

## Состав в сезоне-2022/23
| №                       | Имя                     | Год рождения            | Рост                    |                         |                         |
| Центральные блокирующие | Центральные блокирующие | Центральные блокирующие | Центральные блокирующие | Центральные блокирующие | Центральные блокирующие |
| ----------------------- | ----------------------- | ----------------------- | ----------------------- | ----------------------- | ----------------------- |
| 4                       | Андрей Шелгачёв         | 1996                    | 198                     |                         |                         |
| 6                       | Бибулат Мунашев         | 2001                    | 203                     |                         |                         |
| 12                      | Илья Косиненко          | 1998                    | 212                     |                         |                         |
| 15                      | Рамзан Чимиков          | 2004                    | 205                     |                         |                         |
| Связующие               |                         |                         |                         |                         |                         |
| 5                       | Адам Алиев              | 2002                    | 186                     |                         |                         |
| 8                       | Даниил Атнюков          | 2002                    | 196                     |                         |                         |
| 19                      | Дмитрий Костров         | 2000                    | 192                     |                         |                         |
| Диагональные            |                         |                         |                         |                         |                         |
| 9                       | Иван Полянский          | 1997                    | 198                     |                         |                         |
| 13                      | Аюб Абдусаламов         | 1998                    | 195                     |                         |                         |

| №                                 | Имя                 | Год рождения | Рост        |             |             |
| Доигровщики                       | Доигровщики         | Доигровщики  | Доигровщики | Доигровщики | Доигровщики |
| --------------------------------- | ------------------- | ------------ | ----------- | ----------- | ----------- |
| 7                                 | Хажи Батаев         | 2004         | 195         |             |             |
| 10                                | Артём Фирсов        | 1997         | 196         |             |             |
| 11                                | Мяхди Халаев        | 1993         | 202         |             |             |
| 14                                | Георгий Андреев     | 2002         | 196         |             |             |
| 20                                | Ламберт Цымакоев    | 2003         | 194         |             |             |
| Либеро                            |                     |              |             |             |             |
| 1                                 | Валид Астемиров     | 2002         | 185         |             |             |
| 16                                | Магомед Турпулханов | 1998         | 185         |             |             |
| Главный тренер — Арсен Кириленко  |                     |              |             |             |             |
| Старший тренер — Иса Абдулкадыров |                     |              |             |             |             |

## Арена
Первоначальным местом базирования «Грозного» был Кисловодск. Тренировки и домашние матчи команда проводила в зале СДЮШОР «Старт», а с 2009 года — в спортивном зале Кисловодского гуманитарно-технического института.
В 2013 году, до начала второго сезона «Грозного» в Суперлиге, команда переехала в Подмосковье и в течение двух лет выступала во дворце спорта «Надежда» в посёлке Большевик Серпуховского района.
24 октября 2015 года подопечные Арсена Кириленко провели первый в истории клуба матч в Грозном, победив в стартовом туре первенства высшей лиги «А» в спорткомплексе «Олимпийск» махачкалинский «Дагестан».
В мае 2016 года в Грозном был заложен Дворец волейбола имени Увайса Ахтаева — новая домашняя площадка команды. Торжественное открытие Дворца состоялось 12 сентября 2017 года.